# Novo Cabrais
Novo Cabrais este un oraș în Rio Grande do Sul (RS), Brazilia.